# Alfred Rüegg
Alfred Freddy Rüegg (Zúric, 7 de maig de 1934 - Affoltern am Albis, 26 d'abril de 2010) va ser un ciclista suís que fou professional entre 1959 i 1967. Durant la seva carrera esportiva aconseguí destaquen les victòries en la Volta a Suïssa de 1960, el Campionat de Zúric de 1960 i el Campionat nacional en ruta de 1967.

## Palmarès
- 1957
  - 1r al Giro del Mendrisiotto
- 1960
  - 1r de la Volta a Suïssa, vencedor de 2 etapes i 1r de la classificació de la muntanya
  - 1r al Campionat de Zúric
  - Vencedor d'una etapa de la Volta a Alemanya
- 1961
  - 1r al Tour del Nord-oest
  - Vencedor d'una etapa al Tour de Romandia
  - Vencedor d'una etapa de la Volta a Suïssa
- 1966
  - Vencedor d'una etapa de la Volta a Suïssa
- 1967
  -  Campió de Suïssa de ciclisme en ruta

### Resultats al Tour de França
- 1961. 12è de la classificació general
- 1967. 35è de la classificació general

### Resultats al Giro d'Itàlia
- 1959. 64è de la classificació general
- 1960. 49è de la classificació general
- 1962. Abandona
- 1963. Abandona